# Manolovo, Stara Zagora
Manolovo (în bulgară Манолово) este un sat în comuna Pavel Banea, regiunea Stara Zagora,  Bulgaria. 

## Demografie
Componența etnică a satului Manolovo
     Bulgari (32,5%)
     Romi (24,6%)
     Turci (40,92%)
     Nicio identificare (1,97%)
La recensământul din 2011, populația satului Manolovo era de 760 locuitori. Nu există o etnie majoritară, locuitorii fiind turci (40,92%), bulgari (32,5%) și romi (24,6%). Pentru 1,97% din locuitori nu este cunoscută apartenența etnică.